# 徳島県道194号由岐港線
徳島県道194号由岐港線（とくしまけんどう194ごう ゆきこうせん）は、徳島県海部郡美波町を通る一般県道である。

## 概要
沿道には民家があり、通るには注意が必要である。

### 路線データ
- 起点：海部郡美波町東由岐本村
- 終点：海部郡美波町田井（阿南安芸自動車道 由岐IC、国道55号日和佐道路交点）
- 距離：2.866 km[1]

## 歴史
- 1959年（昭和34年）1月31日 - 徳島県道由岐港線として認定。
- 1972年（昭和47年）3月10日 - 徳島県道194号由岐港線として再認定。
- 1997年（平成9年）4月1日 - 終点を変更して再認定。

## 路線状況

### 重複区間
- 徳島県道25号日和佐小野線（海部郡美波町田井）

### 道路施設

#### トンネル
- 田井ノ浜トンネル：延長235 m、2006年（平成18年）竣工、海部郡美波町

## 地理

### 通過する自治体
- 徳島県
  - 海部郡美波町

### 交差する道路
| 交差する道路                               | 交差する場所 | 交差する場所  |
| ------------------------------------------ | ------------ | ------------- |
| 徳島県道25号日和佐小野線 重複区間起点      | 田井         |               |
| 徳島県道25号日和佐小野線 重複区間終点      | 田井         |               |
| E55 阿南安芸自動車道 国道55号 / 日和佐道路 | 田井         | 由岐IC / 終点 |

### 交差する鉄道
- 牟岐線

### 沿線
- 由岐港